# 沃金厄姆 (英國國會選區)
沃金厄姆（英語：Wokingham），英國國會一郡選區，包括英格蘭東南部伯克郡西伯克郡的東部和沃金厄姆區的中部。
始設於1885年，1918年被撤，1950年恢復。本區一直支持保守黨。現屆當區議員為約翰·里德伍德。他自1987年大選後連任至今。